# Quatre de couple féminin aux Jeux olympiques d'été de 2008
 (mars 2025).
Si vous disposez d'ouvrages ou d'articles de référence ou si vous connaissez des sites web de qualité traitant du thème abordé ici, merci de compléter l'article en donnant les références utiles à sa vérifiabilité et en les liant à la section « Notes et références ».
Pour un article plus général, voir Aviron aux Jeux olympiques d'été de 2008.
Navigation
Athènes 2004 Londres 2012
L'épreuve féminine de quatre de couple féminin aux Jeux olympiques de 2008 s'est déroulée du 10 au 17 août 2008 sur le parc aquatique olympique de Shunyi.

## Résultats
| Épreuves               | Or                                                      | Argent                                                                               | Bronze                                                                        |
| ---------------------- | ------------------------------------------------------- | ------------------------------------------------------------------------------------ | ----------------------------------------------------------------------------- |
| Quatre de couple femme | Chine- Tang Bin - Xi Aihua - Jin Ziwei - Zhang Yangyang | Grande-Bretagne- Annie Vernon - Debbie Flood - Frances Houghton - Katherine Grainger | Allemagne- Britta Oppelt - Manuela Lutze - Kathrin Boron - Stephanie Schiller |

### Tour préliminaire (10/08/2008)

#### 1ertouréliminatoire
| Rang | Pays    | Temps         |
| ---- | ------- | ------------- |
| 1    | Chine   | 6 min 11 s 83 |
| 2    | Ukraine | 6 min 17 s 84 |
| 3    | Canada  | 6 min 23 s 27 |
| 4    | Russie  | 6 min 26 s 21 |

#### 2etouréliminatoire
| Rang | Pays            | Temps         |
| ---- | --------------- | ------------- |
| 1    | Grande-Bretagne | 6 min 13 s 70 |
| 2    | Allemagne       | 6 min 15 s 26 |
| 3    | États-Unis      | 6 min 19 s 89 |
| 4    | Australie       | 6 min 20 s 95 |

### Repêchage (12/08/2008)
| Rang | Pays       | Temps         |
| ---- | ---------- | ------------- |
| 1    | Allemagne  | 6 min 36 s 17 |
| 2    | États-Unis | 6 min 39 s 53 |
| 3    | Australie  | 6 min 41 s 39 |
| 4    | Ukraine    | 6 min 41 s 45 |
| 5    | Canada     | 6 min 46 s 60 |
| 6    | Russie     | 6 min 51 s 14 |

### Finale (17/08/2008)
| Rang | Pays            | Temps         |
| ---- | --------------- | ------------- |
| 1    | Chine           | 6 min 16 s 06 |
| 2    | Grande-Bretagne | 6 min 17 s 37 |
| 3    | Allemagne       | 6 min 19 s 56 |
| 4    | Ukraine         | 6 min 20 s 02 |
| 5    | États-Unis      | 6 min 25 s 86 |
| 6    | Australie       | 6 min 30 s 05 |

## Note
- Cet article est partiellement ou en totalité issu de l'article intitulé « Résultats détaillés des épreuves d'aviron aux Jeux olympiques d'été de 2008 » (voir la liste des auteurs).